# Phaeocedus nicobarensis
Phaeocedus nicobarensis är en spindelart som beskrevs av Benoy Krishna Tikader 1977. Phaeocedus nicobarensis ingår i släktet Phaeocedus och familjen plattbuksspindlar.
Artens utbredningsområde är Nicobarerna. Inga underarter finns listade i Catalogue of Life.